# Павлов, Олег Борисович
Оле́г Бори́сович Па́влов (17 мая 1921 — 27 марта 2014) — советский и российский художник, преподаватель. Правнук пейзажиста Алексея Саврасова. Изобретатель термофосфатной живописи.

## Биография
Олег Павлов родился 17 мая 1921 года. Окончил художественную школу.
Во время Второй мировой войны работал в Студии военных художников имени М. Б. Грекова.
В 1950 году окончил Московский государственный художественный институт имени В. И. Сурикова, учился у Павла Корина и Алексея Грицая.
С 1940 года выставлялся в различных музеях. Первая персональная выставка прошла в 1975 году в Москве.
Преподавал в Московском полиграфическом институте, позже в Московском государственном художественном институте имени В. И. Сурикова.
Основатель фонда «Художника А. К. Саврасова», инициатор обновления могилы Алексея Саврасова.
Основные жанры — пейзаж, натюрморт.
Умер 27 марта 2014 года в возрасте 92 лет. Похоронен на Богородском кладбище.

### Семья и родственные связи

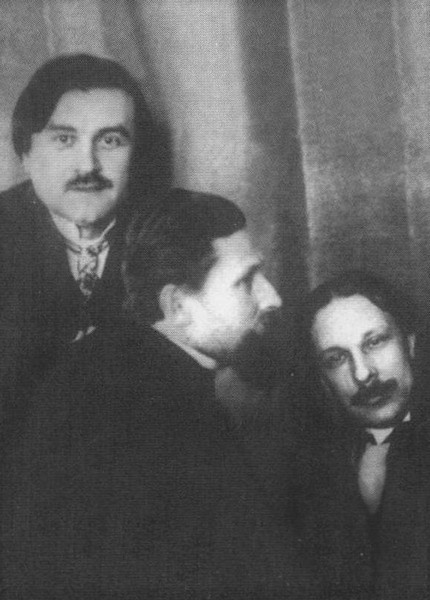
Алексей Моргунов (справа; с Казимиром Малевичем и Иваном Клюном), двоюродный дед Олега Павлова

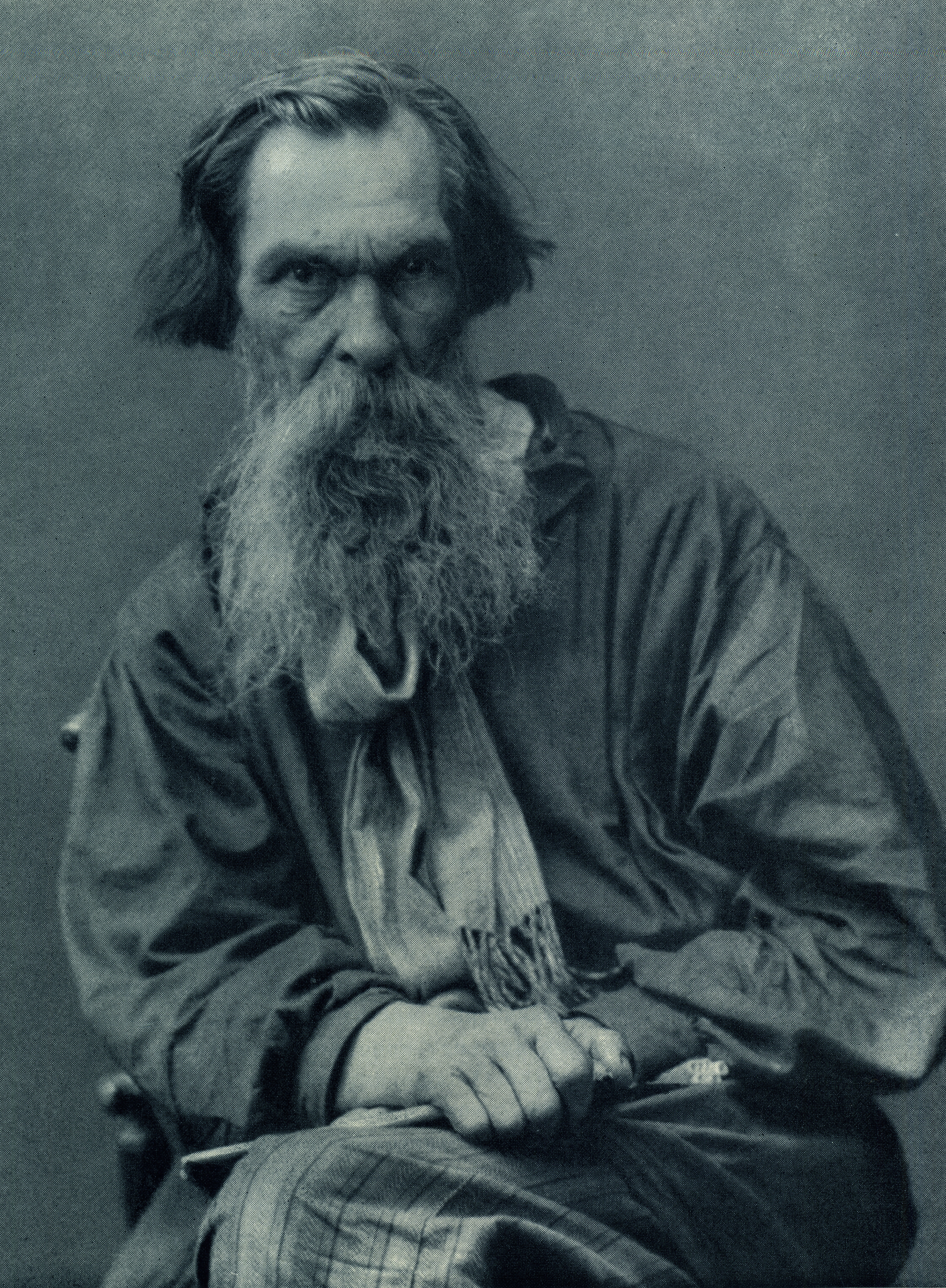
Алексей Саврасов, прадед Олега Павлова

- Прадед — Алексей Кондратьевич Саврасов (1830—1897), российский художник.
- Дед по отцу — Пётр Петрович Павлов (1860—1925), российский фотограф, по происхождению крестьянин. Автор фотографии «Чтение „Чайки“ А. П. Чеховым артистам МХТ».
- Бабушка по отцу — Евгения Алексеевна Павлова (урождённая Саврасова), дочь Алексея Саврасова.
- Двоюродный дед (сын Алексея Саврасова по следующему, гражданскому браку) — Алексей Алексеевич Моргунов (1884—1935), российский и советский художник[2].
- Отец — Борис Петрович Павлов (1888—?), российский и советский агроном, философ-космист. Всю жизнь работал над литературным трудом «Целеустремлённость жизни», который сам иллюстрировал.
- Мать — М. А. Павлова (урождённая Бодрова).

## Участие в творческих и общественных организациях
- Член Союза художников СССР (с 1957)

## Награды и звания
- Заслуженный деятель искусств Российской Федерации (2001)[3].

## Выставки

### Персональные выставки
- 1975 — Москва
- 2009 — «Олег Павлов. Наследник. Хранитель. Исследователь», Государственная Третьяковская галерея, Выставочный зал в Толмачах, Москва (26 июня — 12 июля)[4]